# Dark World
Dark World é um filme britânico dirigido por Bernard Vorhaus e lançado em 1935.